# Premios de la Asociación Médica Argentina
Los Premios AMA (Asociación Médica Argentina), tienen el objeto de estimular la investigación científica, básica o aplicada, en medicina.

## Características
Los trabajos escritos en castellano deben ser inéditos e implicar un aporte científico original y significativo en el tema y en su tratado. Se otorgan a los mejores trabajos en distintas disciplinas. Los trabajos quedan para ser consultados en la biblioteca de la AMA
.

## Listado de premios: denominación y temática

### Premios anuales
1. Premio Pedro Ovidio Bolo, al mejor trabajo de Cirugía.
2. Premio Julio A. Cruciani, al mejor trabajo sobre Alergia.
3. Premio Rodolfo A. Eyherabide, al mejor trabajo sobre un tema de Medicina interna.
4. Premio Arón Gorodner, al mejor trabajo sobre un tema de Medicina interna.
5. 4. Premio Alfredo P. Buzzi, al mejor trabajo publicado en la revista de la Asociación Médica Argentina.

### Premios bienales: años impares
5. Premio Sebastián Bagó, al mejor trabajo sobre Investigación en farmacología.
6. Premio José Belbey, al mejor trabajo de Medicina legal.
7. Premio Eduardo León Capdehourat, al mejor trabajo sobre Ética médica.
8. Premio F.E.E.N. Asociación Médica Argentina al mejor trabajo de Oncología.
9. Premio Carlos González Cambaceres, al mejor trabajo sobre la lucha contra el tabaquismo.
10. Premio Juan Carlos Llames Massini, al mejor trabajo de Obstetricia.
11. Premio Matías Martínez, al mejor trabajo sobre Farmacología y/o Terapéutica.
12. Premio Guillermo Rawson, al mejor trabajo sobre Higiene.
13. Premio Humberto R. Rugiero, al mejor trabajo sobre Enfermedades infecciosas.

### Premios bienales: años pares
14. Premio Mauricio Kohen al mejor trabajo sobre Terapéutica médica.
15. Premio José María Leston al mejor trabajo sobre Tuberculosis y enfermedades pulmonares.
16. Premio Aniceto López al mejor trabajo sobre la Actualización médica.
17. Premio Carlos Reussi al mejor trabajo sobre Medicina interna.
18. Premio Mario Hugo Rígoli al mejor trabajo sobre Clínica médica.
19. Premio Federico Rojas al mejor trabajo sobre Otorrinolaringología.
20. Premio Carlos Alberto Videla al mejor trabajo sobre Enfermedades infecciosas.

## Premio "Maestro de los Andes, Prof. Dr. Carlos Reussi"
Organizado por la Asociación Médica Argentina y la Facultad de Medicina de la Universidad de Valparaíso, Chile. Estos premios tienen como fin el reconocimiento a destacados médicos argentinos y chilenos. El premio considera las contribuciones médicas en beneficio de los pacientes y de la salud pública, así como la trayectoria docente y asistencial de los galardonados. El primer premio se instituyó en 1995 y anualmente se continúa otorgando .